# 2625 Jack London
2625 Jack London este un asteroid din centura principală, descoperit pe 2 mai 1976, de Nikolai Cernîh.